# Cesenatico
Cesenatico je italijansko obmorsko mesto in pristanišče v pokrajini Forli-Cesena, v deželi Emilija-Romanja, približno 30 km južno od Ravene.

## Zgodovina
V 2. svetovni vojni je bilo staro ribiško mesto skoraj popolnoma porušeno, vendar so  domačini, ki jih je združevala ribiška zadruga, kraj skrbno obnovili. 

## Mesto danes
Podobno, kot v drugih italijanskih mestih ob zahodni jadranski obali, je glavna gospodarska panoga postal turizem. Ima približno 25.781 prebivalcev (2017).

## Znamenitosti
Mestni kanal (canale leonardesco), ki ga je leta 1500 zasnoval Leonardo da Vinci, je postal muzej na prostem, v katerem so sedaj na ogled obnovljene tradicionalne lesene ladje, del zbirke tamkajšnjega pomorskega muzeja (Museo della Marineria).

## Znane osebnosti
- Marco Pantani (1970-2004), italijanski kolesar